# Quentin Smith
Quentin Smith (* 27. August 1952 in Rhinebeck, New York; † 12. November 2020) war ein US-amerikanischer Gegenwartsphilosoph und Professor an der Western Michigan University in Kalamazoo. Er arbeitete in den Bereichen der Philosophie der Zeit, der Sprachphilosophie, der Religionsphilosophie und der Philosophie der Physik.
Quentin Smith veröffentlichte über 140 Artikel und war Autor oder Herausgeber von 10 Büchern, davon drei Monographien.

## Werke
- The Felt Meanings of the World: A Metaphysics of Feeling, 1986, ISBN 0-911198-76-8
- Language and Time, 1993, pp. 259, ISBN 0-19-515594-7
- Theism, Atheism and Big Bang Cosmology, 1993, Pp. 357, ISBN 0-19-826383-X
- The New Theory of Time, 1994, Pp. 378, ISBN 0-300-05796-2
- Time, Change and Freedom, 1995, Pp. 218, ISBN 0-415-10249-9
- Ethical and Religious Thought in Analytic Philosophy of Language, 1997, Pp. 264, ISBN 0-300-06212-5
- Consciousness: New Philosophical Perspectives, 2003, ISBN 0-19-924129-5
- Time, Tense and Reference, 2003, ISBN 0-262-10098-3
- Einstein, Relativity and Absolute Simultaneity., 2007, ISBN 978-0-415-70174-7
- Epistemology: New Essays, 2008, ISBN 978-0-19-926494-0